# Threshold : Premier Contact
Pour les articles homonymes, voir Threshold et Premier contact.
Threshold : Premier Contact (Threshold) est une série télévisée américaine en treize épisodes de 42 minutes, créée par Bragi Schut et dont seulement neuf épisodes ont été diffusés entre le 16 septembre et le 22 novembre 2005 sur le réseau CBS et en simultané sur le réseau Global au Canada.
Au Québec, la série est diffusée depuis le 1er janvier 2007 sur Ztélé, en France depuis le 13 janvier 2007 sur M6, et en Belgique francophone depuis le 15 septembre 2007 sur La Une.

## Synopsis
La série met en scène une équipe de scientifiques qui, dans le cadre d'un projet secret du gouvernement américain, est chargée d'étudier le premier contact d'une espèce extraterrestre avec la Terre.
Un vaisseau spatial extra-terrestre apparaît en pleine mer au-dessus d'un cargo américain, le Big Horn.
Mis au point par le Dr Molly Caffrey (Carla Gugino), le protocole Threshold, prévu pour gérer le contact avec une intelligence extra-terrestre, est appliqué. Le Dr Caffrey s'entoure d'une équipe (la "Red Team") composée d'un médecin-biologiste, le Dr Fenway (Brent Spinner), d'un ingénieur, Lucas Pegg (Robert Patrick Benedict), d'un mathématicien linguiste, Arthur Ramsay (Peter Dinklage) et d'un ancien Marine, Sean Cavennaugh (Brian Van Holt).
Cette équipe rejoint le Big Horn en mer et découvre un vaisseau déserté. Certains membres de l'équipage sont morts, atrocement mutilés et les autres ont disparu. La Red Team découvre une cassette vidéo de l'apparition.
Soumis à un signal émis par le vaisseau spatial, les membres d'équipage ont subi une transformation génétique, leur ADN humain ayant muté en une autre forme d'ADN à trois brins. Ceux n'ayant pas supporté cette mutation sont morts très rapidement, gravement déformés et les autres, dotés alors d'une force et d'une résistance exceptionnelles, cherchent à contaminer d'autres personnes par tous les moyens à leur disposition. L'équipe Threshold va tout mettre en œuvre pour déjouer leur plan et préserver l'espèce humaine.

## Distribution

### Acteurs principaux
- Carla Gugino (VF : Barbara Beretta) : Dr Molly Anne Caffrey
- Brian Van Holt (VF : Tony Joudrier) : Sean Cavennaugh
- Brent Spiner (VF : Jean-Pol Brissart) : Dr Nigel Fenway
- Robert Patrick Benedict (VF : Fabien Jacquelin) : Lucas Pegg
- Peter Dinklage (VF : Constantin Pappas) : Arthur Ramsey
- Charles S. Dutton (VF : Saïd Amadis) : J.T. Baylock

### Acteurs secondaires
- Mark Berry (VF : Thierry Murzeau) : Agent Hargrave (5 épisodes)
- Diane Venora (VF : Françoise Rigal) : Andrea Hatten (4 épisodes)
- Scott MacDonald (VF : Philippe Dumond) : Capitaine Manning (4 épisodes)
- Jake Abel (VF : Geoffrey Vigier) : Brian Janklow (3 épisodes)
- Maurice Godin (VF : Bernard Lanneau) : Ed Whitaker (3 épisodes)
- William Mapother : Gunneson (épisodes 1 et 2)

 Source et légende : version française (VF) sur RS Doublage

## Production
Le projet de série de David S. Goyer, David Heyman et Bragi Schut a débuté en septembre 2004, et le pilote a été commandé en janvier 2005. Brannon Braga rejoint l'équipe de production en mars.
Le casting principal débute le mois suivant, avec entre autres Charles S. Dutton, Carla Gugino, Peter Dinklage, Brent Spiner, Robert Patrick Benedict, ainsi que William Mapother dans le pilote.
Satisfaite du pilote, CBS commande la série en mai et la place dans la case du vendredi à 21 h, après Ghost Whisperer.
Le 13 octobre, CBS commande trois scripts additionnels, mais n'a pas commandé d'épisode. Le 7 novembre, CBS retire la série de la case du vendredi et l'échange de place avec Close to Home : Juste Cause le mardi soir, dès le 22 novembre. Le 25 novembre, CBS retire la série de la programmation.
Les quatre épisodes restants ont été diffusés à l'automne 2006 sur Sci-Fi Channel, et sur Sky One au Royaume-Uni.

## Épisodes
1. Les Arbres de verre [1/2] (Trees Made of Glass [1/2])
2. Les Arbres de verre [2/2] (Trees Made of Glass [2/2])
3. Immunité (Blood of the Children)
4. Folie trompeuse (The Burning)
5. Réaction en chaîne (Shock)
6. Une question de survie (Pulse)
7. Haute trahison (The Order)
8. Le Sang des impurs (Revelations)
9. Reproduction (Progeny)
10. Le Pacte de non-retour (The Crossing)
11. État d'urgence (Outbreak)
12. Ennemi malgré tout (Vigilante)
13. Le combat continue (Alienville)

## Commentaires
Il existe un quatorzième épisode qui restera à l'état de script.
La représentation utilisée pour les effets extraterrestres est une figure fractale en forme de triskell, symbole également présent dans le roman Sphère.